# Closer (album de Plastikman)
Pour les articles homonymes, voir Closer.
Albums de Plastikman
Artifakts (bc)
(1998) EX
(2014)
Closer est le sixième album de Plastikman (alias Richie Hawtin), sorti en 2003 sur son label Minus. C'est le premier album de Plastikman sur lequel apparaissent des voix.

## Liste des morceaux
| 1.    | Ask Yourself                  | 8:47  |
| 2.    | Mind Encode                   | 5:41  |
| 3.    | Lost                          | 4:37  |
| 4.    | Disconnect                    | 4:57  |
| 5.    | Slow Poke (Twilight Zone Mix) | 7:50  |
| 6.    | Headcase                      | 9:55  |
| 7.    | Ping Pong                     | 9:30  |
| 8.    | Mind in Rewind                | 10:21 |
| 9.    | I No                          | 3:42  |
| 10.   | I Don't Know                  | 10:04 |
| 75:24 |                               |       |